# Crkva Svih Svetih u Zagvozdu
Crkva Svih Svetih u mjestu Zagvozdu, zaštićeno kulturno dobro.

## Opis dobra
Crkva Svih Svetih u Zagvozdu jednobrodna je građevina, manjih dimenzija, s plitkom kvadratnom apsidom, orijentirana sjever-jug. Izgrađena je u prvoj polovici 17. stoljeća i prema natpisu nad ulazom posvećena 1644. godine. Pročelje završava trokutnim zabatom u čijem vrhu je jednodijelni zvonik „na preslicu“, baroknog oblikovanja. Oko crkve bilo je dvadesetak stećaka što upućuje na postojanje srednjovjekovnog groblja, a do danas je sačuvano samo pet stećaka.

## Zaštita
Pod oznakom Z-3844 zavedena je kao nepokretno kulturno dobro - pojedinačno, pravna statusa zaštićena kulturnog dobra, klasificirano kao "sakralna graditeljska baština".